# Eleodes acuta
Eleodes acuta es una especie de escarabajo del género Eleodes, tribu Amphidorini, familia Tenebrionidae. Fue descrita científicamente por Say en 1824.
Se mantiene activa durante todos los meses del año excepto en diciembre.

## Descripción
Mide aproximadamente 34 milímetros de longitud.

## Distribución
Se distribuye por Estados Unidos.